# 21 محرم
- السبت
- الأحد
- الاثنين
- الثلاثاء
- الأربعاء
- الخميس
- الجمعة

- 2521 يونيو 2025
- 2622 يونيو 2025
- 2723 يونيو 2025
- 2824 يونيو 2025
- 2925 يونيو 2025
- 126 يونيو 2025
- 227 يونيو 2025
- 328 يونيو 2025
- 429 يونيو 2025
- 530 يونيو 2025
- 61 يوليو 2025
- 72 يوليو 2025
- 83 يوليو 2025
- 94 يوليو 2025
- 105 يوليو 2025
- 116 يوليو 2025
- 127 يوليو 2025
- 138 يوليو 2025
- 149 يوليو 2025
- 1510 يوليو 2025
- 1611 يوليو 2025
- 1712 يوليو 2025
- 1813 يوليو 2025
- 1914 يوليو 2025
- 2015 يوليو 2025
- 2116 يوليو 2025
- 2217 يوليو 2025
- 2318 يوليو 2025
- 2419 يوليو 2025
- 2520 يوليو 2025
- 2621 يوليو 2025
- 2722 يوليو 2025
- 2823 يوليو 2025
- 2924 يوليو 2025
- 3025 يوليو 2025

21 مُحرَّم أو 21 مُحرَّم الحرام أو يوم 21 \ 1 (اليوم الحادي والعشرين من الشهر الأوَّل) هو اليوم الحادي والعشرين من أيَّام السنة وفق التقويم الهجري القمري (العربي). يبقى بعده 333 أو 334 يومًا لانتهاء السنة.

## أحداث
- 857 هـ - السلطان الظاهر جقمق يخلع نفسه من السلطنة ويدع الأمر للخليفة والقضاة.
- 897 هـ - آخر ملوك بني الأحمر المسلمين في الأندلس أبو عبد الله محمد الثاني عشر يبرم معاهدة تسليم غرناطة آخر معاقل المسلمين للملكيْن الكاثوليكييْن فرديناند الخامس وإيزابيلا بعد صمود المدينة للحصار عدة أشهر.
- 1060 هـ - جلاء البرتغاليون عن عُمان.
- 1097 هـ - السلطان العثماني محمد الرابع يعزل الصدر الأعظم قره إبراهيم باشا من منصبه؛ بسبب رفضه الخروج في الحملات العسكرية لقتال أعداء الدولة، ثم لم يلبث أن نفاه إلى جزيرة رودس، حيث أعدم هناك بعد صدارة استمرت سنتين.
- 1206 هـ - إجراء أول تجربة ناجحة على استخدام الغواصة في الدولة العثمانية في عهد السلطان أحمد الثالث، وقد صنعها رئيس مهندسي مصنع السفن الهمايوني إبراهيم أفندي.
- 1215 هـ - سليمان الحلبي يغتال القائد العسكري الفرنسي الجنرال كليبر.
- 1222 هـ - وصول الحملة الإنجليزية بقيادة ألكسندر ماكنزي-فريزر إلى رشيد.
- 1233 هـ - الدولة العثمانية تلغي حامية الإنكشارية في إيالة الجزائر، وكان يوجد في هذه الحامية حوالي 34 ألف انكشاري.
- 1294 هـ - عزل السلطان عبد الحميد الثاني لأحمد مدحت باشا عن الصدارة العظمى في الدولة العثمانية.
- 1300 هـ - تعيين شمس الدين الأنبابي شيخًا للجامع الأزهر.
- 1334 هـ - الشيخ جابر المبارك الصباح يتولى الحكم في الكويت خلفًا لأبيه الشيخ مبارك الصباح.
- 1356 هـ - الأديب والدكتور زكي مبارك يحصل على درجة الدكتوراه الثالثة والأخيرة من الجامعة المصرية عن رسالته «التصوف الإسلامي».
- 1379 هـ - مقتل الزعيم النقابي الجزائري عيسات إيدير بعد تأثره بالتعذيب الذي تعرض له من قبل الفرنسيين طوال شهر كامل.
- 1390 هـ - طرد القوات البريطانية وإجلاء قواعدها في ليبيا وذلك لأول مرة منذ دخولها البلاد بعد الحرب العالمية الثانية.
- 1398 هـ - الشيخ جابر الأحمد الصباح يتولى الحكم في الكويت خلفًا للشيخ صباح السالم الصباح.
- 1401 هـ - تدمير أكثر من 70% من القوة البحرية العراقية وذلك أثناء حرب الخليج الأولى.
- 1430 هـ -
  - رئيس الوزراء الإسرائيلي إيهود أولمرت يعلن وقف إطلاق النار من جانب واحد في قطاع غزة منهيًا بذلك الهجوم الإسرائيلي على القطاع، وعلى إثر هذا الإعلان أعلنت حركة حماس إنها ستواصل القتال طالما بقي جنود إسرائيليون في القطاع.
  - منتخب عُمان يفوز بكأس بطولة الخليج لكرة القدم التاسعة عشر والمقامة في سلطنة عمان لأول مرة في تاريخه وذلك بعد فوزه على المنتخب السعودي بركلات الترجيح.
- 1435 هـ -
  - توقيع اتفاق مؤقت بين إيران ومجموعة 5+1 يتعلق بالبرنامج النووي الإيراني.
  - بعد توتر متصاعد في العلاقات المصرية التركية، مصر تطرد السفير التركي في القاهرة وتركيا ترد بطرد سفير مصر في أنقرة.
  - ارتفاع عدد حالات الوفاة في السعودية الناتجة عن فيروس كورونا إلى 55 حالة وفاة من أصل 130 إصابة.
- 1437 هـ - إعصار تشابالا يضرب المحافظات الساحلية اليمنية حضرموت وشبوة وسقطرى، ويدمر آلاف المنازل ويقتل ثمانية أشخاص، ويعتبر أقوى إعصار استوائي في المحيط الهندي.
- 1440 هـ - القوة الجوفضائية لحرس الثورة الإسلامية تستهدف مقرات مزعومة لقوات داعش بستة صواريخ بالیستیة أرض - أرض وسبع طائرات قتالية من دون طيار قرب مدينة البوكمال شرقي الفرات بسوريا انتقامًا لهجوم الأهواز الذي اتهم النظام الإيراني أعضاء النظيم بتنفيذه.
- 1447 هـ - حريق بمبنى مركز تسوق في مدينة الكوت العراقية، أسفر عن مصرع 69 شخصًا.

## مواليد
- 1330 هـ - محمود حافظ، عالم حشرات مصري.
- 1335 هـ - ماري كويني، ممثلة ومنتجة مصرية.
- 1359 هـ - برثلماوس الأول، رئيس أساقفة البطريركية القسطنطينية المسكونية.
- 1374 هـ - قحطان القحطاني، ممثل بحريني.
- 1387 هـ - حكيم دكار، ممثل جزائري.
- 1394 هـ - أحمد المطيري، لاعب كرة قدم كويتي.
- 1404 هـ -
  - كيفانتش تاتليتوغ، عارض أزياء وممثل تركي.
  - يعقوب الطاهر، لاعب كرة قدم كويتي.

## وفيات
- 430 هـ - أبو نعيم الأصبهاني، إمام حافظ ومؤرخ.
- 595 هـ - العزيز عثمان بن صلاح الدين يوسف، ثاني السلاطين الأيوبيين في مصر.
- 1215 هـ - جان باتيست كليبر، أحد جنرالات فرنسا أثناء الحروب الثورية الفرنسية. اشترك في حملة نابليون بونابرت على مصر.
- 1334 هـ - مبارك الصباح، حاكم الكويت السابع.
- 1337 هـ - أحمد آل حرز - رجل دين شيعي بحراني.
- 1363 هـ - حبيب الله بن قرين، فقيه جعفري عراقي - سعودي.
- 1365 هـ - هادي الشيرازي الحائري، رجل دين شيعي إيراني.
- 1379 هـ - عيسات إيدير، أمين عام الاتحاد العام للعمال الجزائريين.
- 1398 هـ - صباح السالم الصباح، أمير دولة الكويت الثاني عشر.
- 1412 هـ - يوسف إدريس، كاتب مصري.
- 1424 هـ - حسين كمال، مخرج مصري.
- 1431 هـ - ابتسام الهواري، صحفية مصرية.
- 1433 هـ - عماد عفت، أمين لجنة الفتوى بدار الإفتاء المصرية.
- 1434 هـ -
  - علي خشان، رجل دين سُنِّي سوري من أصل فلسطيني.
  - طلحت حمدي، ممثل ومخرج سوري.
- 1437 هـ - أحمد الجلبي، سياسي عراقي.
- 1440 هـ -
  - سعيد بن علي بن وهف القحطاني، عالم مسلم وكاتب سعودي ومؤلف كتاب حصن المسلم.
  - شارل أزنافور مغني كاتب أغاني وممثل فرنسي أرميني.

## وصلات خارجية
- موقع قصة الإسلام: حدث في شهر محرم.